# Doina (film)
Doina è un cortometraggio del 2010 scritto e diretto da Nikolas Grasso, e interpretato da Mariana Preda, Maria Dinulescu, Mircea Galis e Carmen Ungureanu. Doina ha vinto 9 premi a livello internazionale.

## Trama
Doina è una talentuosa ragazza di un piccolo villaggio della Romania che si prepara per una selezione internazionale di pianoforte con la sua insegnante. C'è solo un problema: il pianoforte non è il suo strumento preferito.

## Distribuzione
Il film ha avuto la Prima al Monaco International Film Festival il 2 dicembre, 2010, ed è stato poi selezionato da numerosi film festival internazionali, tra i quali il Gasparilla Film Festival, uno dei più grandi film festival di Tampa Bay e il Phoenix Film Festival, il festival con maggiore afflusso di pubblico dell'Arizona.

## Critica
La selezione di Doina da parte del GIFF  è stata seguita dal Tampa Tribune. Il critico cinematografico Walt Belcher ha scritto "Tra i film internazionali c'è Doina, un pluripremiato cortometraggio del 23enne regista italiano Nikolas Grasso. Parla di una ragazza di 16 anni che si sta preparando per una competizione di pianoforte" James Stanford del The Coast ha affermato, "Come corto internazionale, la musica è il tema principale per un film che ti porta ad aprire la tua corazza e seguire il ritmo della tua musica personale. Siatene certi, il pubblico lo ha apprezzato molto."

## Riconoscimenti
- 2010 – Monaco International Film Festival
  - Premio come miglior attrice a Mariana Preda[10]
- 2011 – Festival du Cinéma de Paris 
  - Premio come miglior attrice a Mariana Preda[11]
- 2011 – Chicago International Movies and Music Festival
  - Premio per il miglior cortometraggio[12]
- 2011 – National Film Festival for Talented Youth
  - Premio del pubblico[13]
- 2011 – Fiaticorti
  - Miglior cortometraggio[14]
- 2012 – Festival inventa un film
  - Premio alla miglior colonna sonora[15]
- 2014 – Corti d'essay
  - Premio del pubblico[16]
- 2014 – Delhi Shorts International Film Festival
  - Premio alla miglior sceneggiatura[17]
- 2016 – Mexico International Film Festival
  - Palma d'oro[18]